# اسم لغة ذاتي
اسم اللغة الذاتي (الأوتُغلوتونيم، من أوتو- «ذات» وغلوتونيم "اسم لغة") هو اسم اللغة الذي تعرف به عند المتحدّثين بها، بخلاف اسمها الأجنبي الذي تعرف به عند غيرهم.

## أمثلة
| لغة            | اسمها الذاتي   | معناه      |
| -------------- | -------------- | ---------- |
| عربية قبرصية   | sanna          | لغتنا      |
| عربية يهودية   | illugha dyalna | لغتنا      |
| Minangkabau    | bahaso awak    | لغتنا      |
| Itonama        | sihni padara   | لغتنا      |
| Mosetén        | tsin-si' mik   | لغتنا      |
| Sirionó        | nande chëë     | لغتنا      |
| Shipibo-Konibo | no-n joi       | لغتنا      |
| كيشوا          | runa simi      | لغة الرجال |
| Zoque          | ode püt        | لغة الناس  |